# Santana do Paraíso
Santana do Paraíso là một đô thị thuộc bang Minas Gerais, Brasil. Đô thị này có diện tích 275,529 km², dân số năm 2007 là 22765 người, mật độ 82,6 người/km².